# Prisap
Prisap – wieś w Bośni i Hercegowinie, w Federacji Bośni i Hercegowiny, w kantonie dziesiątym, w mieście Livno. W 2013 roku liczyła 352 mieszkańców, z czego większość stanowili Chorwaci.